# 王明贵 (2004年少将)
王明贵（1954年—），河南商丘人。中国人民解放军少将。
2004年晋升少将。2008年由中国人民解放军信息工程大学副政委转任中国人民解放军防空兵指挥学院政委。
因涉嫌严重违纪，2013年11月总参谋部纪委对其立案调查，2014年1月移送军事司法机关依法处理。